# Christuskirche (Ostbevern)

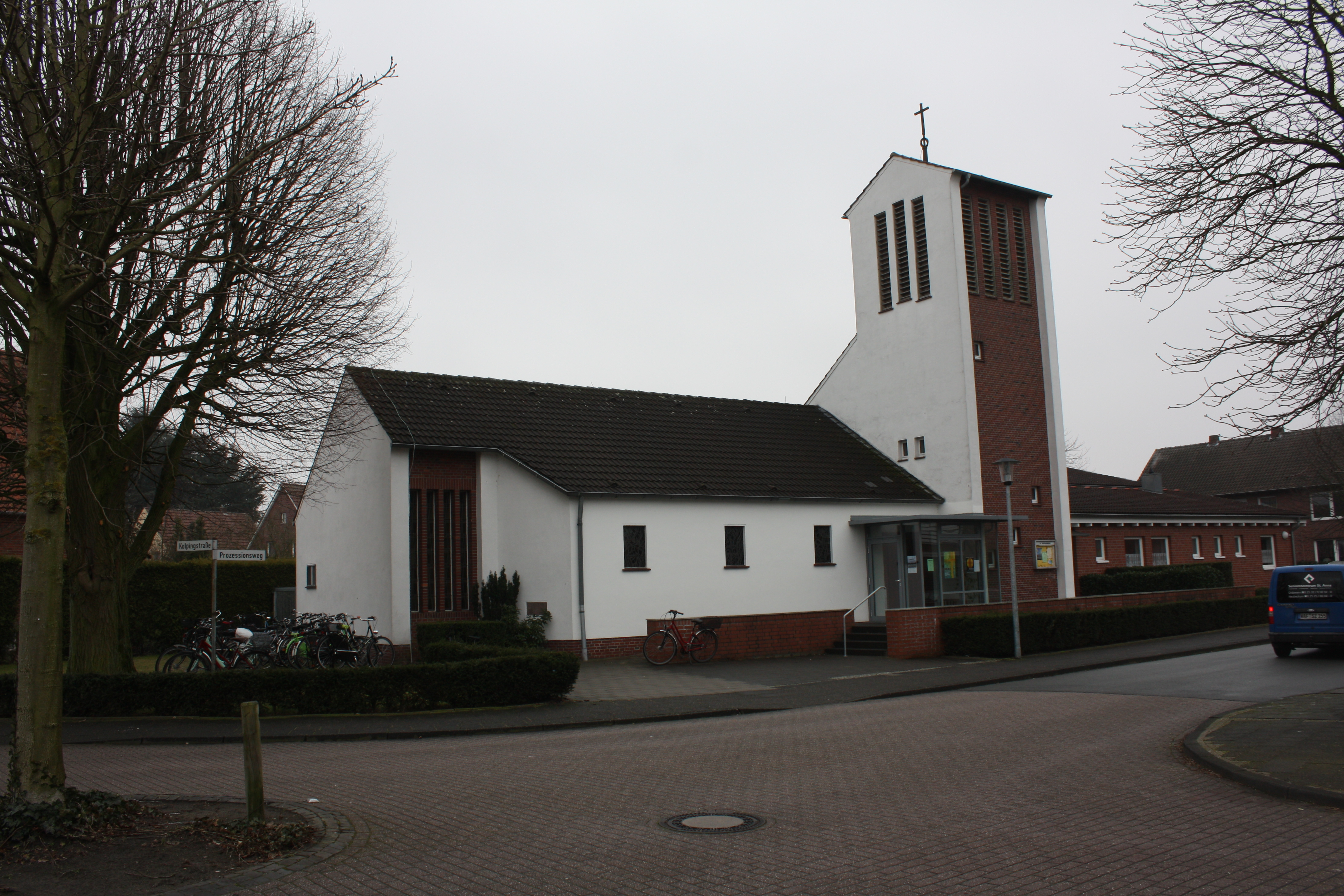
Ev.-luth. Christuskirche in Ostbevern

Die Christuskirche ist die evangelische Kirche in Ostbevern.

## Beschreibung
Die Christuskirche in Ostbevern ist ein weißgetünchter Putz-Bau mit Backsteinelementen und einem schwarzen Satteldach. Der Turm auf einem quadratischen Grundriss enthält einen Glockenstuhl. Die Kirchengemeinde ist Teil der gemeinsamen evangelischen Kirchengemeinden von Telgte und Westbevern.

## Geschichte

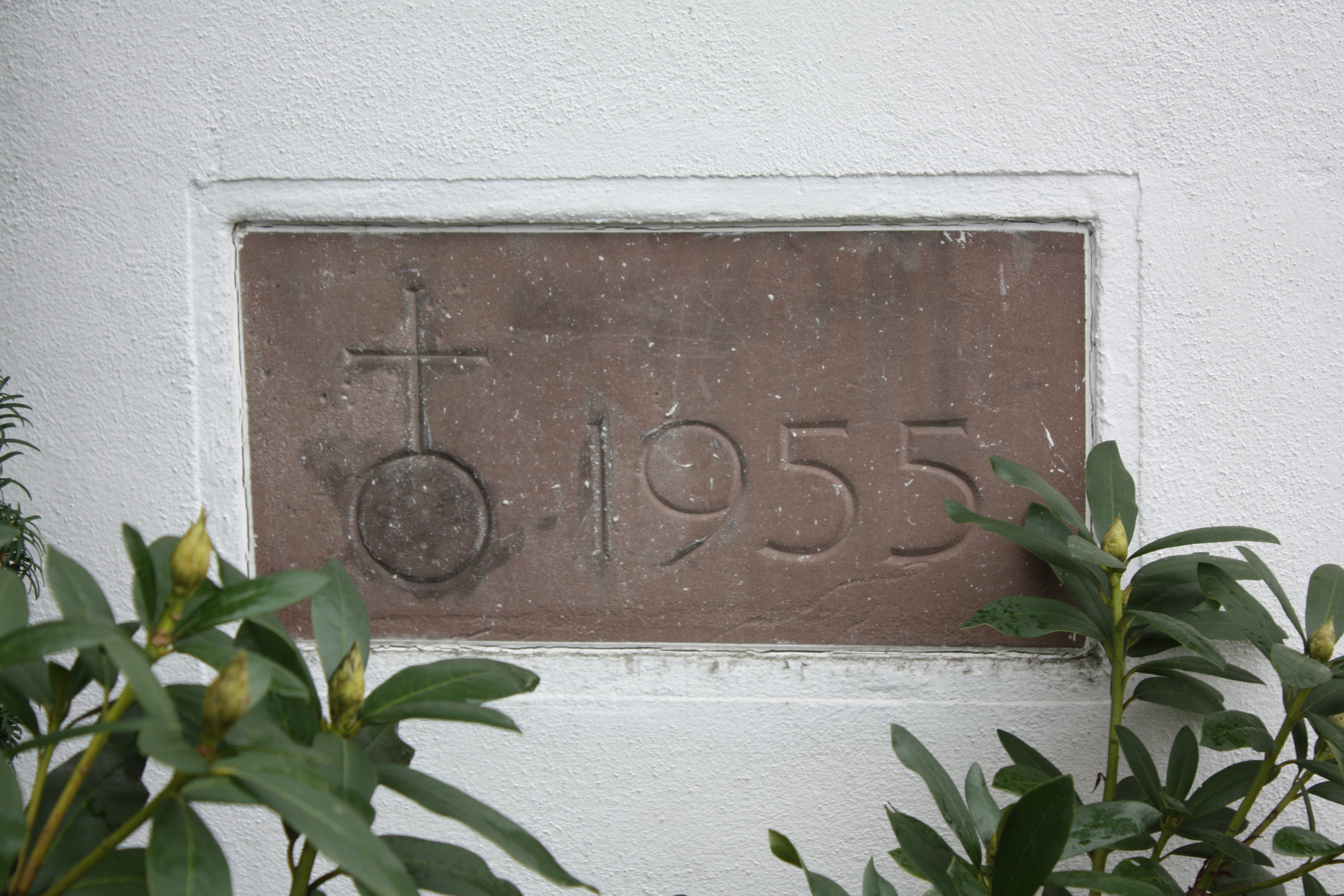
Grundstein der Christuskirche

Am Ende des Zweiten Weltkriegs wurden zahlreiche Vertriebene im katholisch geprägten Ostbevern angesiedelt. Da es sich bei den neu Zugezogenen zumeist um evangelische Christen handelte, gestattete man den Bau einer evangelischen Kirche am Ortsausgang auf dem Esch der Bever. Am 8. November 1956 wurde die Christuskirche eingeweiht. Ein Gemeindehaus wurde 1998 angebaut.